# Praetheridion fleissneri
Praetheridion fleissneri Wunderlich, 2004 è una specie di ragni fossili del sottordine Araneomorphae.
È l'unica specie del genere Praetheridion, che è l'unico genere della famiglia Praetheridiidae

## Descrizione
La famiglia è di incerta attribuzione nell'ambito degli Araneomorphae; per alcune caratteristiche ricorda i ragni appartenenti alla famiglia Mysmenidae e Theridiidae.

## Distribuzione
Si tratta di una famiglia estinta di ragni le cui specie ad oggi note sono state scoperte in alcune ambre baltiche. Esse risalgono al Paleogene.

## Tassonomia
Questa specie apparteneva alla famiglia Protheridiidae; nel 2012 è stata assurta al rango di famiglia a sé
A febbraio 2015, di questa famiglia fossile è noto un solo genere, composto da una sola specie:
- Praetheridion Wunderlich, 2004l †, Paleogene
  - Praetheridion fleissneri Wunderlich, 2004l †, Paleogene